# Loggins & Messina
Loggins & Messina was een Amerikaans pop- en countryrockduo uit de vroege jaren 1970.

## Bezetting
- Kenny Loggins[3][4] (Everett, 7 januari 1948)
- Jim Messina[5] (Maywood, 5 december 1947)

## Geschiedenis
Messina, die daarvoor lid was van de band Buffalo Springfield en Poco maar nu werkte als onafhankelijk producent voor Columbia Records, en de even oude zanger Kenny Loggins, die pas een contract had gekregen bij Columbia Records, ontmoetten elkaar in 1970 in Los Angeles om een soloalbum voor Loggins te produceren. Beiden namen enkele songs op in Loggins' woonkamer. Omdat de samenwerking zeer intensief was, besloten ze om als duo verder te gaan. Om Loggins beter bij een groot publiek te kunnen introduceren gebruikte men de namen van de al bekende Messina en noemden het project Loggins & Messina.
Het debuutalbum Sittin' In verscheen in 1971. Het succes leidde ertoe dat het duo verder bleef bestaan. Tot aan hun scheiding in 1976 waren beiden op tournee, en er ontstonden vijf nieuwe studioalbums en twee livealbums. De succesvolste single van het duo was Your Mama Don't Dance (1972) uit het album Loggins and Messina. Hij bereikte de 4e plaats in de Amerikaanse hitlijst en werd met goud onderscheiden. De succesvolste lp's Full Sail en Mother Lode (beide 1974) haalden de top 10 van de Amerikaanse hitlijst.
Beide protagonisten werkten vanaf 1977 aan hun solocarrière. In 2005 toerden ze weer samen door de Verenigde Staten.

## Discografie

### Singles
- 1972: Angry Eyes
- 1972: Danny's Song
- 1972: Just Before the News
- 1972: Peace of Mind
- 1972:	Nobody but You
- 1972:	Vahevala
- 1972:	Your Mama Don't Dance
- 1973:	My Music
- 1973:	Thinking of You
- 1974:	Watching the River Run
- 1975: Creciendo
- 1975:	A Lover's Question
- 1975:	Changes
- 1975:	Growin'
- 1975:	I Like It Like That
- 1976: Peacemaker
- 1976: Pretty Princess

### Albums
Studioalbums
- 1973:	Sittin' In
- 1973:	Loggins and Messina
- 1974:	Full Sail
- 1974:	Mother Lode
- 1975:	So Fine
- 1976:	Native Sons

Livealbums
- 1974:	On Stage
- 1977:	Finale

### Compilaties
- 1977: The Best of Friends
- 1980: The Best Of
- 1998: On Stage (2 cd's)
- 2005: The Best: Loggins & Messina Sittin' In Again